# Mateus De Oliveira Silva
Mateus De Oliveira Silva (São José dos Campos, 27 settembre 1994) è un calciatore brasiliano, centrocampista dello Snina.

## Carriera

### Club
Il 29 luglio 2016 viene acquistato a titolo definitivo dalla squadra slovacca del ViOn Z.M.